# Phaonia bitrigona
Phaonia bitrigona este o specie de muște din genul Phaonia, familia Muscidae, descrisă de Xue în anul 1984. Conform Catalogue of Life specia Phaonia bitrigona nu are subspecii cunoscute.